# 蒋应时
蒋应时（1949年—），汉族，中华人民共和国政治人物、第十一届全国政协委员。
加入中国共产党，担任上海汽车工业总公司监事会主席、上海电气总公司监事。2008年，当选第十一届全国政协委员，代表经济界，分入第三十六组。